# Osidda
Osidda é uma comuna italiana da região da Sardenha, província de Nuoro, com cerca de 267 habitantes. Estende-se por uma área de 25 km², tendo uma densidade populacional de 11 hab/km². Faz fronteira com Bitti, Buddusò (SS), Nule (SS), Pattada (SS).

## Demografia
| Variação demográfica do município entre 1861 e 2011                               |
|                                                                                   |
| Fonte: Istituto Nazionale di Statistica (ISTAT) - Elaboração gráfica da Wikipedia |